# Black Cherry Acid Lab
Black Cherry Acid Lab är ett musikalbum av gitarristen David Fiuczynski och är från 2002. Skivan innehåller covers på låtar av den amerikanske jazzmusikern George Russell.

## Låtlista
Alla låtar är skrivna av George Russell.
1. "Step on My Shoes A" – 1:59
2. "Llessurgy" – 2:04
3. "Radio is the Enemy (Song 1A)" – 2:44
4. "Bollocks" – 3:56
5. "Bad Boy" – 3:23
6. "Shafta" – 3:21
7. "Scrape Cheese" – 3:33
8. "Golden Rule" – 6:22
9. "Step on My Shoes B" – 2:12

Producerat av David Fiuczynski.

## Medverkande
- David Fiuczynski — gitarr
- Ahmed Best — sång, rap
- Dean Bowman — sång
- Sophia Ramos — sång
- Patrice Blanchard — bas
- Mark Shim — saxofon
- Gene Lake — trummor
- Tobias Ralph — trummor
- Adrian Harpham — trummor